# Закон о Федеральном резерве

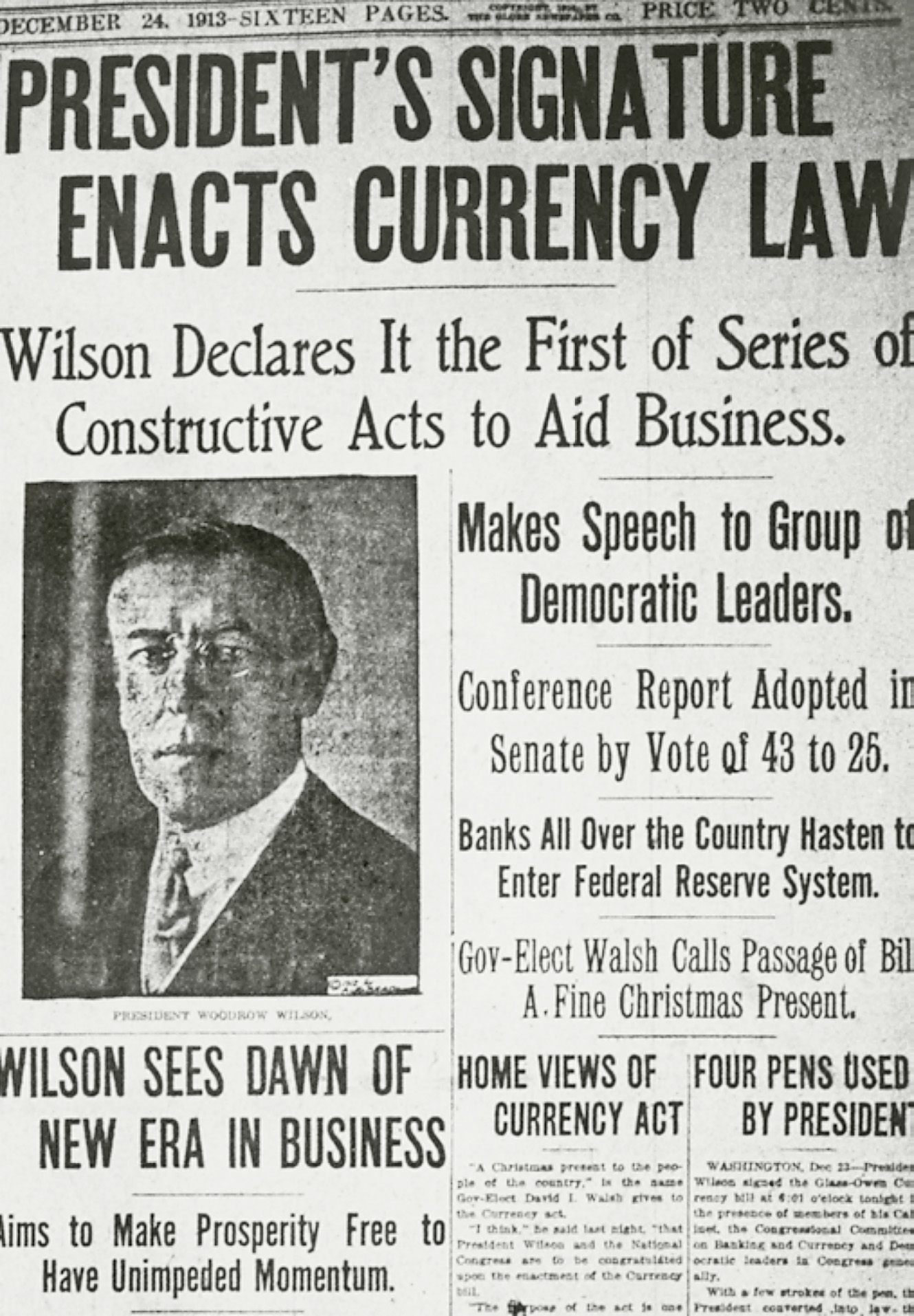
газетная вырезка, Декабрь 24, 1913 год

Закон «О Федеральном резерве» (англ. Federal Reserve Act) — закон США (251, гл. 6, 38) от 23 декабря 1913 года, учредивший Федеральную резервную систему и наделивший её полномочиями по эмиссии банкнот Федеральной Резервной Системы (в дальнейшем преобразованных в доллары США) и билетов федерального резервного банка, используемых в качестве законного платёжного средства США.
Закон был промульгирован президентом Вудро Вильсоном 23 декабря 1913 года.

## История принятия закона
В 1836 году у «Второго банка Соединённых Штатов» истёк срок полномочий по осуществлению банковской деятельности и США на протяжении следующих примерно восьмидесяти лет оставались без центрального банка. После нескольких финансовых кризисов, в частности, после наиболее тяжёлого кризиса 1907 года, американское общественное мнение стало склоняться к необходимости срочной банковской и денежной реформы, которая сможет обеспечить резерв ликвидных средств для предотвращения дальнейших финансовых потрясений, и, более того, позволит регулировать денежное обращение и кредитные отношения внутри Соединённых Штатов.
Эта идея нашла частичное воплощение в отчётах Национальной денежной комиссии 1909—1912 годов, которая была создана 30 мая 1908 года в соответствии с Законом Олдрича-Врилэнда. Этот закон предпринял попытку создать гибкую национальную валюту, разрешив банкам выпускать свои ценные бумаги наряду с федеральными, и тем самым предварил Закон о Федеральном резерве. Одним из положений данного закона было создание «Государственной денежной комиссии», состоящей из 9 сенаторов и 9 членов Палаты представителей, с целью проведения всестороннего анализа и выработки предложений по реформированию банковской и денежной системы США. Председателем комиссии был избран наиболее влиятельный сенатор-республиканец Нельсон Олдрич, член Сената США от штата Род-Айленд.
В январе 1911 года, после трёхлетнего всестороннего изучения американских финансовых потребностей и доступных ресурсов, проведённых расследований и слушаний во многих городах США, посещения многих иностранных банковских учреждений, Нельсон Олдрич представил в Вашингтоне свой план группе бизнесменов. План Олдрича по реформированию национальных финансовых учреждений, который был подготовлен под явным влиянием крупных банков, был раскритикован сторонниками прогрессивного крыла республиканской партии. Кроме того, Олдрич представил свой план в очень неподходящий с политической точки зрения момент: только что прошли выборы в Конгресс 1910 года, на которых впервые за последние примерно двадцать лет победу одержали демократы, в то время как благожелательно относящийся к взглядам Олдрича президент Уильям Тафт, поддерживаемый консервативным крылом республиканцев, столкнулся с сильной оппозицией со стороны прогрессивного крыла партии. Так как «План Олдрича» фактически отдавал полный контроль над финансовой системой частным банкам, идея встретила сильное сопротивление со стороны сельскохозяйственных и западных штатов, опасавшихся, что во главе системы встанут преуспевающие финансисты Нью-Йорка. 
Законопроект Олдрича требовал создания Национальной Резервной Ассоциации с 15 региональными отделениями, контроль над которой, будет осуществляться советом директоров, большинство из которых были бы банкирами. Резервная Ассоциация предоставляла бы чрезвычайные кредиты банкам-членам, осуществляла бы денежную эмиссию и действовала бы в качестве фискального агента правительства США.
В итоге, предложенный Олдричем законопроект не был принят из-за недостаточной публичной поддержки и всё возрастающей оппозиции. Многие члены прогрессивного крыла республиканской партии выступили против «плана Олдрича», указав на недостаточность публичного контроля над банковской системой, потенциальное увеличение влияния крупных банков и Уолл-Стрит, а также на вероятную угрозу инфляции, вызванной проведением денежной реформы. Уильям Брайан, трижды выдвигавшийся на пост президента США от партии демократов, утверждал, что в случае принятия «плана Олдрича» крупные банкиры «получили бы полный контроль над всем через контроль наших национальных финансов». Это открытое обвинение было поддержано многими лидерами прогрессивного движения.
В результате всего этого, в период с мая 1912 по январь 1913 года комитет Пуджоу и подкомитет комитета Палаты представителей США по финансовым услугам провели под председательством Арсена Пуджоу, демократа от штата Луизиана, слушания по вопросу создания финансовой монополии, получившей название «Денежный Трест». В ходе слушаний большинство американцев несомненно было убеждено в том, что окончательный контроль над американской банковской и финансовой системой сосредоточено в руках крошечной группы финансистов с Уолл-Стрит, так называемой «денежный трест». В отчёте, изданном в феврале 1913 года, говорится: «если под „денежным трестом“ понимается созданная и четко определенная идентичность и общность интересов между немногими лидерами финансов… что привело к громадному и все более растущему и концентрирующемуся контролю над деньгами и кредитами в руках относительно немногих людей… то описанное условие существует сегодня в этой стране».
Другим ключевым моментом в 1912 году, наряду со слушаниям комитета Пужо, было избрание президентом демократа Вудро Вильсона, и его избрание уничтожило план республиканца Олдрича.
Новый президент, который дал торжественное обещание, что финансовая реформа пройдет без создания центрального банка, однако, знал очень мало о банковской системе, и должен был полагаться на мнения экспертов при разработке своего плана реформирования банковской и денежной системы. И наиболее важными экспертами были конгрессмен Картер Гласс, демократ от штата Виргиния (вскоре ставший председателем Комиссии Палаты по банковской деятельности и валюте), и экспертный советник комитета, в прошлом профессор экономики, Паркер Уиллис (англ. H. Parker Willis).
Гласс и Уиллис 26 декабря 1912 года предложили президенту план, который предполагал создание 12 или более региональных резервных банков управляемых частным образом, которые бы держали часть резервов банков-членов, выполняя другие функции центрального банка, выпуская валюту в обмен на коммерческие активы и золото. Данное предложение очень понравилось президенту, но он хотел добавить нечто большее — некий центральный комитет, для осуществления контроля и координирования работы региональных резервных банков, то, что он называл «замковым камнем» всей структуры. «Замковый камень» Вильсона это есть не что иное, как Совет управляющих Федеральной резервной системы, который должен был быть государственным органом, в отличие от управляемого банкирами центрального банка в «плане Олдрича». Новый план отводил важную роль Совету управляющих ФРС, наряду с тем, что устанавливалась существенная автономия федеральных резервных банков, которым в то время, было позволено самостоятельно устанавливать учётную ставку. Также, вместо предлагаемой валюты, являющейся облигацией (долговым обязательством) частных банкиров, новая банкнота (билет) Федеральной резервной системы, будет долговым обязательством казначейства США. К тому же, в отличие от плана Олдрича, членство в общенациональной системе банков, созданных на основе Закона о банках (chartered bank), было обязательным, а не опциональным. Данный план Гласса-Уиллиса, модифицированный Вильсоном, в дальнейшем и лег в основу Закона о Федеральном Резерве.
Данный план подвергался нападкам с двух сторон: с одной стороны банкиры (особенно в крупных городах) и консерваторы, думающие, что закон позволяет правительству оказывать большое влияние на финансовые структуры, в то время как с другой стороны находились аграрии и радикалы из южных и западных штатов, которые думали, что закон наделяет правительство незначительной властью над банковской системой.
После месяцев слушаний, дебатов, голосований и поправок, предложенный законопроект, состоящий из 30 секций, был принят как Закон о Федеральном Резерве. Палата, 22 декабря 1913, согласилась с докладом согласительного комитета палаты законодательного органа с Законом о Федеральном Резерве путём поименного голосование вслух: 298 «за», 60 «против», 76 «воздержались».
Сенат 23 декабря 1913 согласился с законопроектом, проголосовав 45 «за», 25 «против», и 27 «воздержались». Записи показывают, что в Сенате не было ни одного демократа, проголосовавшего бы «нет».  При этом в Палате было только двое членов, проголосовавших «нет». Записи также показывают, что почти все те, кто не голосовал за законопроект, заранее объявили о своих намерениях и были парами взаимно не голосующих.

## Последующие поправки к Закону
В 1930 в Закон о Федеральном Резерве были внесены поправки с целью создания Федерального комитета открытого рынка (FOMC), состоящего из семи членов Совета управляющих ФРС и пяти представителей от Федеральных резервных банков (Секция 12В). Комитет обязан собираться не реже четырех раз в год (обычно собирается восемь раз) и уполномочен руководить всеми операциями ФРС на открытом рынке (операции по купле-продаже ценных бумаг, прежде всего бумаг федерального правительства, с целью воздействия на процентные ставки, денежную массу и объём кредитования).
На протяжении 1970-х в Закон о Федеральном Резерве были также внесены поправки требовавшие от Совета управляющих и Федерального комитета открытого рынка «действенно способствовать целям максимальной занятости населения, стабильности цен и умеренным долгосрочным процентным ставкам» (Секция 2А). Кроме этого, в то десятилетие Закон был изменён таким образом, что член правления, предложенный Президентом на должность Председателя, избирался бы на четырёхлетний срок в качестве Председателя при условии одобрения Сенатом (каждый из членов правления сам по себе назначается на 12 летний срок с правом продления полномочий) (Секция 10). Председатель также должен был выступать перед Сенатом на слушаниях раз в полгода с докладом о проводимой денежной политике, экономическом развитии и планах на будущее (Секция 2В).
Закон о Федеральном Резерве был изменён дополнительными 200 законами Конгресса. Этот Закон остаётся одним из главных банковских законов США.

## Критика
Дискуссии о Законе о Федеральном Резерве и о самом учреждении ФРС существовали еще до момента его принятия. Вот некоторые из дискутируемых вопросов: имеет ли Конгресс конституционную власть делегировать свои полномочия деньгам в монетной форме или выпускать бумажные деньги, является ли ФРС картелем частных банков основанным для защиты интересов нескольких могущественных финансистов, и были ли направлены действия ФРС на увеличение тяжести (суровости) Великой депрессии в 1930-х (и/или на увеличение тяжести или частоты других экономических циклов «типа бума с последующей депрессией» (иначе говоря «бум-спад» — кажущееся экономическое процветание, за которым следует тяжелый экономический кризис), например такого как Мировой финансовый кризис (2008—2011). Утверждение, что Закон прошёл благодаря тому, что большинство членов Конгресса из-за рождественских праздников не присутствовали 23 Декабря 1913 на заседании, не подтверждается историей принятия закона (Палата: 298 за, 60 против, 76 воздержались при 34 парах взаимно не голосующих; Сенат: 43 за, 26 против, 27 воздержались при 12 парах взаимно не голосующих), что говорит о том, что 70—80 % состава приняли участие до объявления пар взаимно не голосующих.
Общепринято считать, что основные положения Плана были сформулированы на секретном совещании, проведённом на острове Джекилл в ноябре 1910, на котором непосредственно присутствовал сам Олдрич и другие финансисты с большими связями.

## Комментарии
1. ↑  Фискальный агент это учреждение, осуществляющее управление денежными фондами государства, в том числе: управляющее счетами государства, выделенными для отражения налоговых и иных поступлений в бюджет, а также для осуществления государственных расходов; хранящее официальные государственные резервы; управляющее внешним и внутренним государственным долгом, в частности организующее размещение государственных облигаций и иных подобных государственных ценных бумаг.
2. ↑  Поимённое голосование вслух это такой способ голосования, при котором конгрессмен громко произносит «да» или «нет», когда при зачитывании списка секретарь Палаты представителей называет его фамилию. Согласно Конституции США такой способ голосования применяется в тех случаях, когда речь идет о преодолении вето президента или по требованию не менее одной пятой присутствующих. Регистрация результатов голосования производится поименно в специальном журнале также по требованию не менее одной пятой присутствующих. В отличие от четырёх способов голосования, применяемых как в Палате представителей, так и в Комитете пленарного состава, этот способ голосования применяется только в Палате.
3. ↑  Пара взаимно не голосующих это два члена законодательного органа из противостоящих друг другу партий договариваются о том, что каждый из них добровольно откажется от голосования, если второй член пары не сможет участвовать в голосовании, например из-за болезни; таким образом поддерживается обычный баланс сил, характерный для двух противостоящих партий.